# Petrosaurus thalassinus
Petrosaurus thalassinus är en ödleart som beskrevs av  Cope 1863. Petrosaurus thalassinus ingår i släktet Petrosaurus och familjen Phrynosomatidae. Artepitet i det vetenskapliga namnet är gammalgrekiska och betyder "grönt som havets vatten".
Denna ödla förekommer i södra delen av halvön Baja California och på öar i närheten. Den lever i klippiga områden och i bergsskogar. Honor lägger ägg.
Några exemplar fångas illegalt och säljs som terrariedjur. Hela populationen anses vara stabil. IUCN kategoriserar arten globalt som livskraftig.

## Underarter
Arten delas in i följande underarter:
- P. t. repens
- P. t. thalassinus